# Hanna Neumann
Johanna (Hanna) Neumann, nascida von Caemmerer (Lankwitz, 12 de fevereiro de 1914 — Ottawa, 14 de novembro de 1971), foi uma matemática alemã. Seu campo de interesse foi a teoria dos grupos.

## Carreira
Frequentou a "Auguste-Viktoria-Schule" e a Universidade de Berlim, completando seus estudos de física e matemática em 1936 com distinção. Iniciou o doutorado na Universidade de Göttingen em 1937, indo no ano seguinte para a Inglaterra para casar com Bernhard Neumann, um judeu que fugiu da Alemanha para escapar do nazismo. Ela completou seu doutorado sobre teoria dos grupos no St Anne's College (Oxford) em 1944, orientada por Olga Taussky-Todd.

## Pesquisas e publicações
Seu trabalho mais conhecido "Variedades de Grupos" foi publicado em 1967. Foi traduzido para o russo. Publicou 34 artigos, a maioria em revistas internacionais.
Hanna e seu marido são conhecidos pela construção de Higman-Neumann-Neumann na teoria dos grupos, e a conjectura de Hanna Neumann é nomeada em sua homenagem.

## Publicações
- Higman, Graham; Neumann, B. H.; Neumann, Hanna: Embedding theorems for groups. J. London Math. Soc. 24 (1949), 247–254.
- Varieties of Groups. Springer, Ergebnisse der Mathematik und ihrer Grenzgebiete, Berlim 1967.
- Selected works of Bernhard and Hanna Neumann. Winnipeg 1988.